# Thomas Bruun Eriksen
Thomas Bruun Eriksen (Copenaghen, 13 febbraio 1979) è un ex ciclista su strada danese.

## Palmarès

### Strada
- 2002 (CSC ProTeam-Tiscali, una vittoria)

Hanstholm Grand Prix
- 2003 (Team CSC, due vittorie)

3ª tappa International Tour of Rhodes (Rodi > Rodi)
5ª tappa Corsa della Pace (Jawor > Zielona Góra)

#### Altri successi
- 2002 (CSC ProTeam-Tiscali)

Criterium Thy

## Piazzamenti

### Grandi Giri
- Vuelta a España

2003: 149º
2004: ritirato (12ª tappa)

### Classiche monumento
- Giro delle Fiandre

2002: ritirato
2003: ritirato
2004: 122º
2005: ritirato
- Parigi-Roubaix

2002: fuori tempo massimo
2003: ritirato
2004: 47º
2005: ritirato

### Competizioni mondiali
- Campionati del mondo

San Sebastián 1997 - In linea Junior: ritirato
Lisbona 2001 - In linea Under-23: 43º

### Competizioni europee
- Campionati europei

Apremont 2001 - Gara in linea Under-23: 101º